# Viaduc de la Lizaine
Le viaduc de la Lizaine est un ouvrage d'art français permettant le franchissement par la LGV Rhin-Rhône de la Lizaine, de la ligne Dole-Ville - Belfort et des routes départementales 316 et 438 à Héricourt dans la Haute-Saône.

## Caractéristiques
Long de 717 mètres, ce pont à poutres a été livré en 2011.

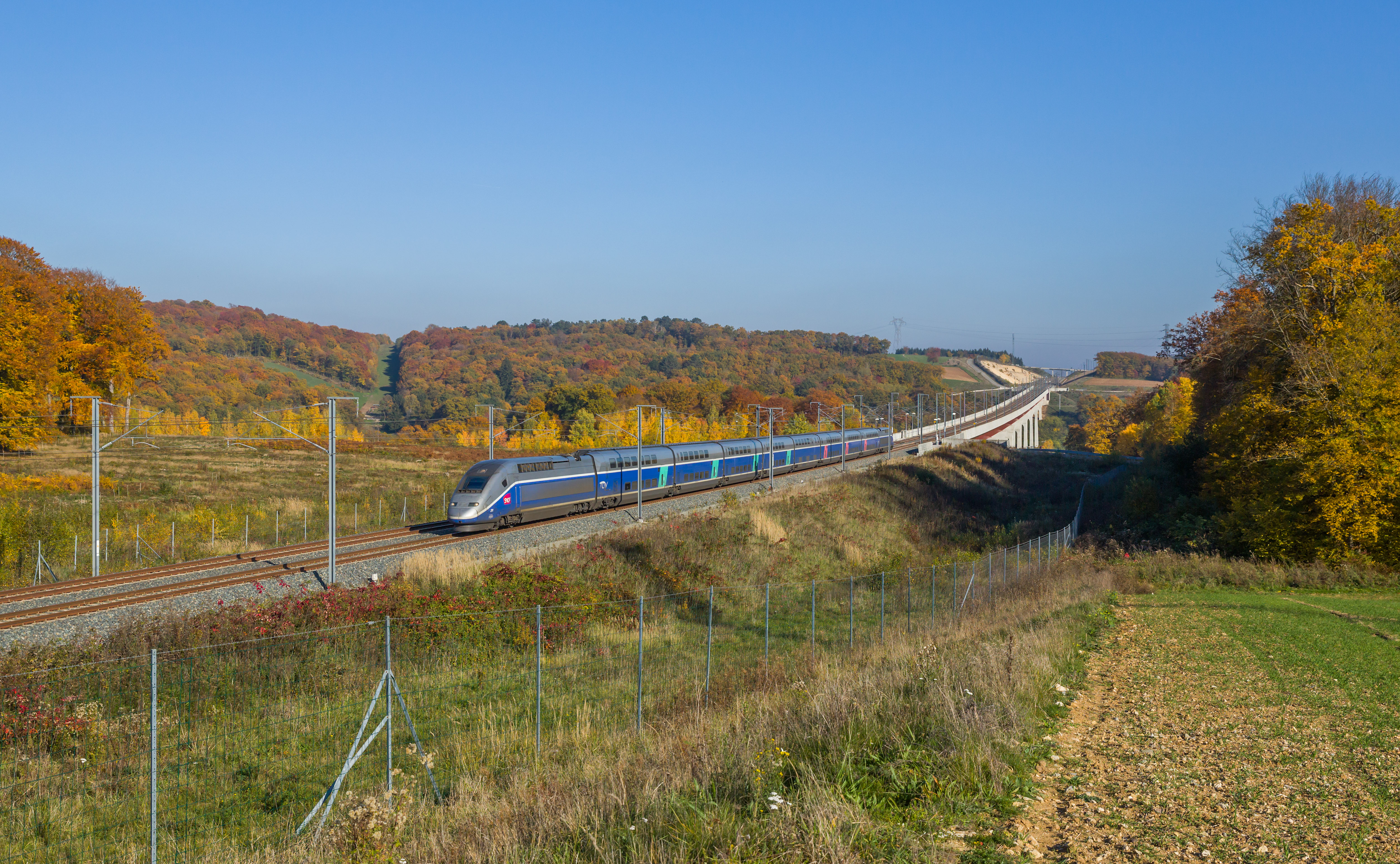
Une rame TGV Duplex passant le viaduc.
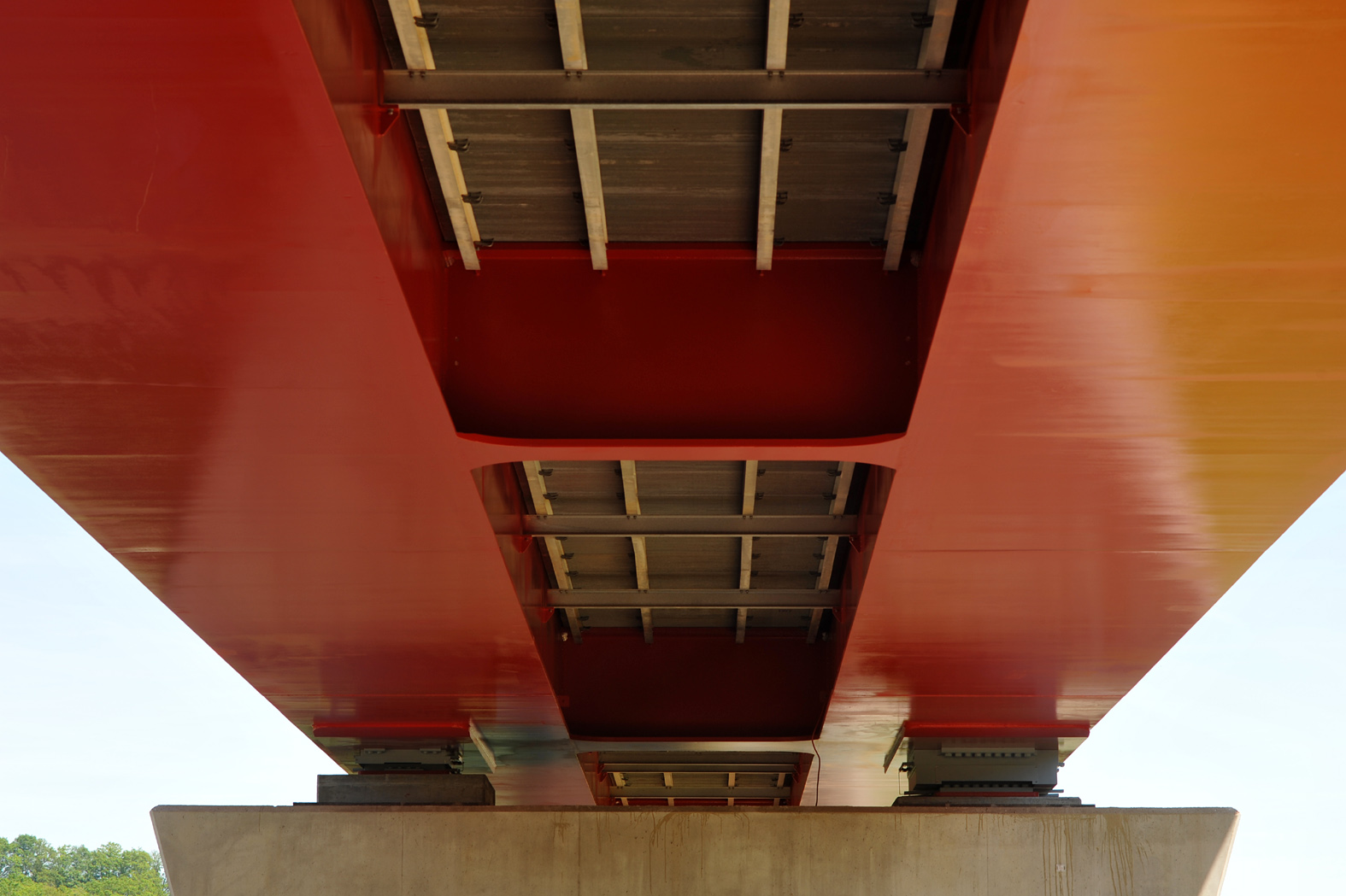
Détail d'un chevêtre.